# Ермак (повесть)
Ермак — детская повесть о Сибирском походе Ермака; автор: Теодор Гриц.

## Книга
Неоднократно переиздавалась: 1941 г.; 1952 г.; 1961 г.; 2011 г.; и т.д.